# Билуа
Билуа (англ. mbilua, vella lavella) — один из папуасских языков, распространённый в Западной провинции Соломоновых Островов. Входит в число 20 самых крупных языков на архипелаге по численности носителей. Основной ареал — остров Велья-Лавелья. Язык используется папуасами всех возрастов. Общее число говорящих — 8740 человек (1999). Кроме билуа местное население острова Велья-Лавелья говорит также на английском языке. Письменность основана на латинском алфавите.
Вместе с родственными языками тоуо, лавукалеве и савосаво билуа образует изолированное генетическое объединение — центральносоломонскую семью, неродственную остальным языкам Соломоновых островов (австронезийским), и условно включаемую в состав папуасских языков.